# Henggang, Jiangxi
Henggang är en köpinghuvudort i Kina. Den ligger i provinsen Jiangxi, i den sydöstra delen av landet, omkring 100 kilometer norr om provinshuvudstaden Nanchang. Antalet invånare är 23 512. Befolkningen består av 11 777 kvinnor och 11 735 män. Barn under 15 år utgör 19,0 %, vuxna 15-64 år 72 %, och äldre över 65 år 8,0 %.
Runt Henggang är det ganska tätbefolkat, med 222 invånare per kvadratkilometer. Närmaste större samhälle är Fanzhen, 7,9 km öster om Henggang. Trakten runt Henggang består till största delen av jordbruksmark.
Genomsnittlig årsnederbörd är 2 073 millimeter. Den regnigaste månaden är maj, med i genomsnitt 328 mm nederbörd, och den torraste är januari, med 59 mm nederbörd.